# Phaeneumon phoenix
Phaeneumon phoenix là một loài tò vò trong họ Ichneumonidae.